# Ровенки
Ровенки е град в Луганска област, Украйна. Телефонният му код е +380 6433, а пощенският е 94700.
Намира се в часова зона UTC+2. Населението му е 48 694 жители (2011).